# Sommer-Paralympics 2004
Die XII. Sommer-Paralympics fanden vom 17. bis 28. September 2004 in der griechischen Hauptstadt Athen statt. Dabei wurden 3808 paralympische Athleten aus 144 Ländern erwartet. Neben den Athleten arbeiteten rund 2000 offizielle Teambegleiter, 1000 Schieds- und Punktrichter sowie 15.000 ehrenamtliche Helfer mit, 3103 Medienvertreter waren akkreditiert.
Zum ersten Mal in der Geschichte der Paralympischen Spiele brauchten die Sportler nichts für ihre Teilnahme zu bezahlen. Beherbergt wurden die Athleten in dem so genannten Paralympischen Dorf, welches funktional den Bedürfnissen behinderter Menschen angepasst war. Nach dem Ende der Paralympics sollte es in eine Wohnsiedlung umgebaut und so als behindertengerechte Wohnanlage zur Verfügung stehen.

## Die olympische Fackel

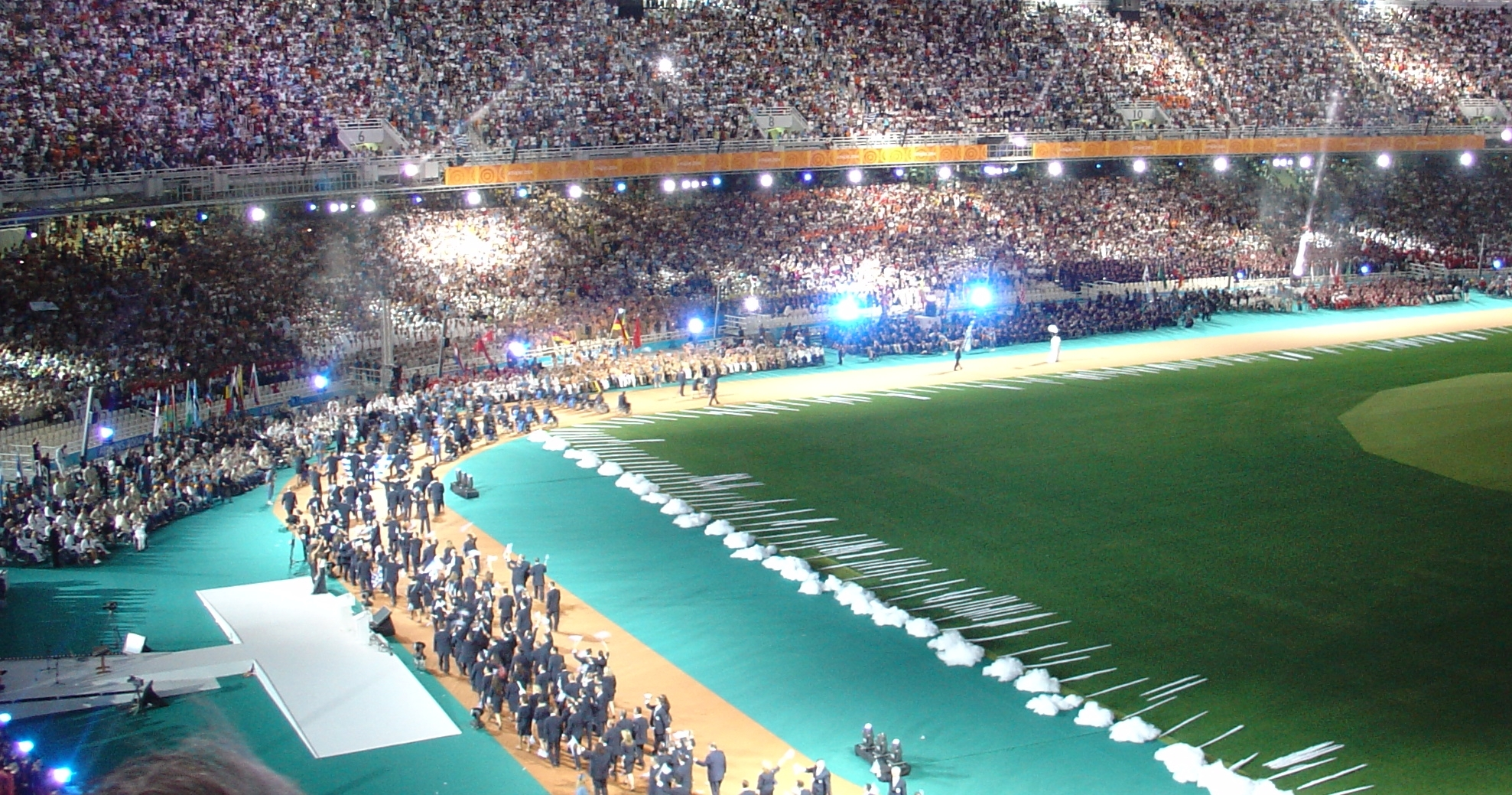
Eröffnungsfeier

Die olympische Fackel für die Sommer-Paralympics 2004 wurde am 9. September 2004 am Tempel des Hephaistos in Athen in Anwesenheit des griechischen Staatspräsidenten Konstantinos Stefanopoulos, des Premierministers Kostas Karamanlis, des Präsidenten des Internationalen Paralympischen Komitees (IPC) Philip Craven und der Präsidentin des Organisationskomitees für die Athener Spiele Gianna Angelopoulos-Daskalaki gezündet. Der entzündende Funke entstand durch den Schlag eines Schmiedehammers auf einen Amboss.
Der erste Fackelträger war der Goldmedaillengewinner Konstantinos Fykas, die erste Nacht verbrachte die Flamme im Herrod Atticus Theater. Am folgenden Freitagmorgen übernahm Phil Craven die Fackel. Insgesamt trugen etwa 700 Fackelträger die Flamme über eine Strecke von 410 Kilometern, bis sie am 17. September 2004 das Athener Olympiastadion erreichte.

## Sportarten
- Boccia – 23.–28.09.
- Bogenschießen – 22.–26.09.
- 5er-Fußball – 18.–28.09.
- 7er-Fußball – 19.–27.09.
- Goalball – 20.–26.09.
- Judo – 18.–20.09.
- Leichtathletik – 19.–27.09.
- Powerlifting (Bankdrücken) – 20.–27.09.
- Radsport – 24.–27.09.
- Reiten – 21.–26.09.
- Rollstuhlbasketball – 18.–28.09.
- Rollstuhlfechten – 18.–23.09.
- Rollstuhlrugby – 19.–25.09.
- Rollstuhltennis- 19.–26.09.
- Schießen – 18.–23.09.
- Schwimmen – 19.–27.09.
- Segeln – 18.–23.09. (im olympischen Segelzentrum Agios Kosmas)
- Sitzvolleyball – 19.–26.09.
- Tischtennis – 18.–27.09.

## Teilnehmende Nationen
Die 3808 Sportlerinnen und Sportler kamen aus 144 Nationen:
| - Afghanistan - Algerien - Angola - Argentinien - Armenien - Australien - Österreich - Aserbaidschan - Brunei - Bangladesch - Barbados - Belarus - Belgien - Benin - Bermuda - Bosnien und Herzegowina - Botswana - Brasilien - Bulgarien - Kambodscha - Kanada - Kap Verde - Zentralafrikanische Republik - Chile - Volksrepublik China - Chinesisch Taipeh - Kolumbien - Costa Rica - Elfenbeinküste - Kroatien - Kuba - Zypern - Tschechien - Dänemark - Dominikanische Republik - Ecuador - Ägypten - El Salvador - Estland - Äthiopien - Färöer - Fidschi - Finnland - Frankreich - Deutschland - Ghana | - Vereinigtes Königreich - Griechenland - Guatemala - Guinea - Honduras - Hongkong - Ungarn - Island - Indien - Indonesien - Iran - Irak - Irland - Israel - Italien - Jamaika - Japan - Jordanien - Kasachstan - Kenia - Kuwait - Kirgisistan - Lettland - Lesotho - Libyen - Liechtenstein - Litauen - Macau - Mazedonien - Malaysia - Mauretanien - Mauritius - Mexiko - Moldau - Mongolei - Marokko - Namibia (1) - Nepal - Niederlande - Neuseeland - Nicaragua - Niger - Nigeria - Norwegen - Oman - Pakistan | - Palästina - Panama - Peru - Philippinen - Polen - Portugal - Puerto Rico - Katar - Rumänien - Russland - Ruanda (2) - Samoa - Saudi-Arabien - Senegal - Serbien und Montenegro - Singapur - Slowakei - Slowenien - Südafrika - Südkorea - Spanien - Sri Lanka - Sudan - Suriname - Schweden - Schweiz - Syrien - Tadschikistan - Tansania - Thailand - Tonga - Tunesien - Türkei - Turkmenistan - Uganda - Ukraine - Vereinigte Arabische Emirate - Vereinigte Staaten - Uruguay - Usbekistan - Venezuela - Vietnam - Simbabwe |